# Lansing (Nova York)
Lansing és una població dels Estats Units a l'estat de Nova York. Segons el cens del 2000 tenia 3.417 habitants.

## Demografia
Segons el cens del 2000, Lansing tenia 3.417 habitants, 1.620 habitatges, i 808 famílies. La densitat de població era de 286,2 habitants/km².
Dels 1.620 habitatges en un 23,3% hi vivien nens de menys de 18 anys, en un 41,4% hi vivien parelles casades, en un 6% dones solteres, i en un 50,1% no eren unitats familiars. En el 38,8% dels habitatges hi vivien persones soles el 6,6% de les quals corresponia a persones de 65 anys o més que vivien soles. El nombre mitjà de persones vivint en cada habitatge era de 2,06 i el nombre mitjà de persones que vivien en cada família era de 2,82.
Per edats la població es repartia de la següent manera: un 18,9% tenia menys de 18 anys, un 11,4% entre 18 i 24, un 41,1% entre 25 i 44, un 19,3% de 45 a 60 i un 9,3% 65 anys o més.
L'edat mediana era de 32 anys. Per cada 100 dones de 18 o més anys hi havia 99 homes.
La renda mediana per habitatge era de 38.185 $ i la renda mediana per família de 48.167 $. Els homes tenien una renda mediana de 41.650 $ mentre que les dones 31.181 $. La renda per capita de la població era de 29.047 $. Entorn del 9,5% de les famílies i el 12,3% de la població estaven per davall del llindar de pobresa.